# M'razigs
Els m'razigs (o mrazig) són una tribu de Tunísia, que fou nòmada fins fa ben poc però avui dia són quasi tots sedentaris, i que viu a la regió de l'oasi de Douz. Són uns cinquanta mil.
Descendeixen de la tribu àrab dels Banu Sulaym d'Aràbia, que es van establir a Egipte i van arribar a Tunísia al segle xiii durant el període hilàlida.